# Ин Там
Ин Там (кхмер. អ៊ិន តាំ; 22 сентября 1922, Стынгтранг — 1 апреля 2006, Чандлер) — камбоджийский государственный и политический деятель, с 6 мая по 9 декабря 1973 года — премьер-министр Камбоджи (Кхмерской Республики), ранее занимал должности министра внутренних дел Камбоджи (1964—1966), председателя Парламента Кхмерской Республики (1970—1971). Является одним из главных организаторов государственного переворота в Камбодже 1970 года.

## Биография
Ин Там родился 22 сентября 1922 года в поселке Прэк Как (район Стынгтранг, провинция Кампонгтям). Учился в лицее Сисовата. Служил инспектором в местной милиции, а в дальнейшем был повышен в звании и назначен губернатором провинции Такео. В колониальную эпоху вступил в левоцентристскую Демократическую партию. В течение 1960-х гг. занимал различные должности в правительстве Нородома Сианука (движение Сангкум), в 1964—1966 годах — министр внутренних дел Камбоджи. Ин Там поддерживал режим Сианука и боролся с оппозицией режиму. В частности, при его участии был арестован его собственный племянник — Преап Ин. Власти обвинили его в сотрудничестве с боевиками Кхмер Серей — партизанской группировкой правого толка, выступавшей против режима Сианука. Впоследствии Преап Ин был казнён.
Несмотря на всю преданность старому режиму, Ин Там стал одним из главных организаторов переворота 1970 года — под его руководством в парламенте проходит голосование, по результатам которого Нородом Сианук был отстранён от власти. Как председатель Национального собрания, в октябре того же года Ин Там объявляет об упразднении в стране монархии и провозглашает Кхмерскую Республику. Через некоторое время у нового главы парламента обострился конфликт с другим лидером переворота, на тот момент президентом страны — генералом Лон Нолом. В октябре 1971 года Лон Нол попытался лишить Национальное собрание реальных полномочий, ссылаясь на чрезвычайное положение в стране.
В 1972 году Ин Там принял участие в президентских выборах. Вместе с ним с предвыборной гонке участвовали генерал Лон Нол и Кео Ан. В докладе совета национальной безопасности США отмечалось, что Ин Там на тот момент являлся одной из самых сильных политических фигур в стране, при этом он не брал взяток и вел скромный образ жизни. По результатам выборов Ин Там получил второе место (24 % голосов) — его опередил Лон Нол, однако широко распространено мнение, что выборы были сфальсифицированы и на самом деле победу одержал Ин Там (несмотря на подтасовки, ему удалось получить большинство голосов избирателей в Пномпене). Несмотря на это, ни республиканцы, ни демократы не стали оспаривать их итогов.
В следующем году Ин Там занял должность премьер-министра страны — в течение семи месяцев (с мая по декабрь 1973 года) он возглавлял правительство генерала Лон Нола. После отставки его сменил Лонг Борет. В апреле 1975 года Красные кхмеры вошли в столицу страны — Пномпень, одержав тем самым победу в многолетней гражданской войне. В это время Ин Там находился в своей ферме в городке Пойпет, что на западе Камбоджи. От расправы его спасло только то, что он успел бежать в соседний Таиланд, откуда сразу же попытался организовать восстание против нового режима, однако власти быстро депортировали его из страны. Ин Там переехал во Францию, а в 1976 году — получил политическое убежище в США.
В период режима НРК и вьетнамской оккупации Ин Там некоторое время являлся командующим Национальной армией сианукистов.

## Карьера в изгнании
После начала вьетнамского вторжения и свержения Красных Кхмеров в 1979 году открыто поддержал Сианука. В это время начал сближение с Красными Кхмерами, являлся одним из трёх министров обороны в Коалиционном правительстве Демократической Кампучии. Некоторое время Ин Там возглавлял вооруженное крыло ФУНСИНПЕК — группировку МОЛИНАКА, впоследствии преобразованную в Национальную армию сианукистов. Из-за участия в перевороте он не пользовался доверием Сианука и вскоре был отстранён, в 1985 году его сменил сын Сианука — принц Нородом Ранарит.
Перед выборами 1993 года пытался возродить Демократическую партию, которая не смогла получить ни одного места в парламенте. В 1997 году заключил негласное соглашение с Народной партией Камбоджи.
Ин Там умер 1 апреля 2006 года в городе Чандлер (штат Аризона, США).